# لقاح داخلی

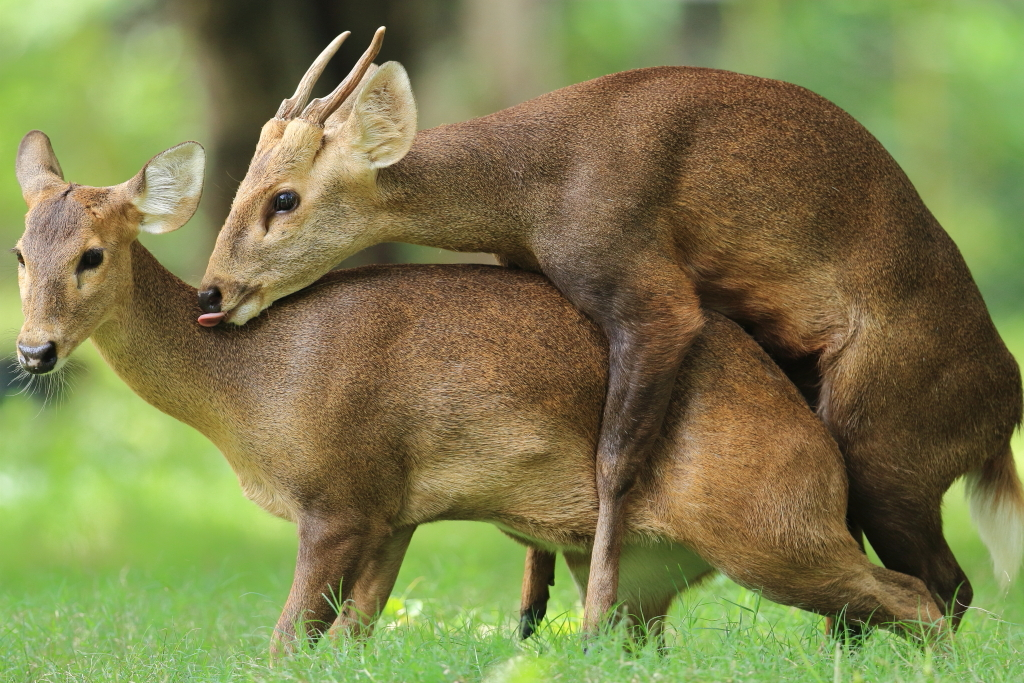
جفت‌گیری گوزن گراز

لقاح درونی یا لقاح داخلی (به انگلیسی: Internal fertilization)، نوعی لقاح است که در آن گامت اسپرم وارد بدن جاندار ماده می‌شود و در بدن ماده لقاح انجام می‌شود. در خزندگان، پرندگان و پستانداران لقاح از نوع درونی است.
احتمال زنده ماندن نوزادان در لقاح داخلی بیشتر است، چون درون بدن والد خود رشد می‌کنند و محافظت و تغذیه می‌شوند.
سلول تخم در رحم رشد را آغاز می‌کند. رحم در بیشتر پستانداران وجود دارد. در رحم خون جنین به واسطه بند ناف با خون مادر مواد غذایی، اکسیژن و مواد دفعی را تبادل می‌کند.